# Aneplasa balnearia
Espèce
Aneplasa balnearia est une espèce d'araignées aranéomorphes de la famille des Gnaphosidae.

## Distribution
Cette espèce est endémique du Cap-Occidental en Afrique du Sud,. Elle se rencontre à Matjiesfontein, Montagu et Worcester.

## Description
La femelle holotype mesure 8,8 mm.

## Publication originale
- Tucker, 1923 : The Drassidae of South Africa. Annals of the South African Museum, vol. 19, p. 251-437 (texte intégral).